# Перший, останній
«Перший, останній» (фр. Les premiers, les derniers) — франко-бельгійський фільм 2016 року, поставлений режисером Булі Ланнерсом. Стрічка брала участь в програмі Панорама 66-го Берлінського міжнародного кінофестивалю.
У 2017 році фільму було номіновано у 8-ми категоріях на здобуття бельгійської національної кінопремії «Магрітт» за 2016 рік, у 5-ти з яких він отримав нагороди, зокрема, як найкращий фільм та за найкращу режисерську роботу.

## Сюжет
Жілу (Булі Ланнерс) і Коші (Альбер Дюпонтель), двоє мисливців за головами були найняті, щоб знайти смартфон, що містить наклепницьку інформацію на його власника. Пошуки приводять їх у віддалене маленьке містечко в Бельгії, де їхні шляхи перетинаються з Естер і Віллі, молодою парою інвалідів, яка, як здається, намагається чогось уникнути...

## У ролях
| Альбер Дюпонтель   | ···· | Коші             |
| Булі Ланнерс       | ···· | Жілу             |
| Сюзанна Клеман     | ···· | Клара            |
| Майкл Лонсдейл     | ···· | власник готелю   |
| Давид Муржіа       | ···· | Віллі            |
| Аврора Брута       | ···· | Естер            |
| Філіп Реббо        | ···· | Єсус             |
| Серж Рябукін       | ···· | шеф              |
| Ліонель Абеланськи | ···· | охоронець складу |
| Віржіль Бролі      | ···· | «падлюка»        |
| Макс фон Сюдов     | ···· | трунар           |

## Визнання
| Рік  | Кінофестиваль/кінопремія              | Категорія/нагорода                                                  | Номінант           | Результат |
| ---- | ------------------------------------- | ------------------------------------------------------------------- | ------------------ | --------- |
| 2016 | Берлінський міжнародний кінофестиваль | Приз Label Europa Cinemas                                           | Булі Ланнерс       | Перемога  |
| 2016 | Берлінський міжнародний кінофестиваль | Приз екуменічного журі                                              | Булі Ланнерс       | Перемога  |
| 2016 | Кінофестиваль у Кабурі                | «Золотий Сван» найкращому режисеру                                  | Булі Ланнерс       | Перемога  |
| 2017 | Премія «Люм'єр» (22-га церемонія)     | Найкращий франкомовний фільм                                        | «Перший, останній» | Номінація |
| 2017 | Премія «Магрітт»                      | Найкращий фільм                                                     | «Перший, останній» | Перемога  |
| 2017 | Премія «Магрітт»                      | Найкращий режисер                                                   | Буллі Ланнерс      | Перемога  |
| 2017 | Премія «Магрітт»                      | Найкращий актор                                                     | Буллі Ланнерс      | Номінація |
| 2017 | Премія «Магрітт»                      | Найкращий актор другого плану                                       | Давид Муржіа       | Перемога  |
| 2017 | Премія «Магрітт»                      | Премія «Магрітт» за найкращий оригінальний або адаптований сценарій | Буллі Ланнерс      | Номінація |
| 2017 | Премія «Магрітт»                      | Найкращий оператор                                                  | Жан-Поль де Заєтіж | Номінація |
| 2017 | Премія «Магрітт»                      | Найкращі декорації                                                  | Поль Рушоп         | Перемога  |
| 2017 | Премія «Магрітт»                      | Найкращий дизайн костюмів                                           | Еліз Ансьйон       | Перемога  |